# Britanski znakovni jezik
Britanski znakovni jezik (BSL, od British Sign Language; ISO 639-3: bfi), znakovni jezik gluhih osoba Ujedinjenog Kraljevstva, kojim se danas kao prvim jezikom služi 40 000 korisnika (1984 M. Deuchar) od 909 000 gluhih. Nije razumljiv ASL-u, američkom znakovnom jeziku [ase].
Znakovni jezik koristio se još prije 1644., a prve škole utemeljene su krajem 18. stoljeća. 
Za potrebe suda postoje tumači; TV, filmovi, video.

## Vanjske poveznice
- Ethnologue (14th)
- Ethnologue (15th)